# 鈴木みな・まりあ
鈴木 みな（すずき みな、2000年8月2日 - ）・鈴木 まりあ（すずき まりあ、2000年8月2日 - ）は、日本の双子のタレント、歌手。
愛称、みなまり。茨城県出身。メタリンク所属。

## 来歴・人物
イラン人の父と日本人の母を持つハーフの一卵性双生児、人目を引くルックスから2歳の頃より何度もテレビ局や芸能事務所からのスカウトを受けていたが、2016年5月に父と一緒に原宿を歩いている時にスカウトされ、高校進学を機に新しいことに挑戦したいと芸能界入りを決意。
2017年1月より放送のミスタードーナツのテレビCMに出演して、「奇跡の美少女双子タレント」などとして一躍注目を集めた。
2017年3月には音楽ユニットWho's That Girl（フーズ・ザット・ガール）を結成。音楽プロデューサー・CMJK（Cutemen）のプロデュースによる配信シングル「醜いアヒルの子」を同月29日にリリースして歌手デビュー、4月7日にファーストライブを開催。
2017年9月にはNHK土曜ドラマ『植木等とのぼせもん』でテレビドラマに初出演、歌もダンスもほぼ未経験ながら、3か月の猛練習を重ねてザ・ピーナッツ役を演じた。
2018年1月期のテレビ朝日系『越路吹雪物語』でも再びザ・ピーナッツ役を演じている。
2018年4月よりフジテレビ系『めざましテレビ』内のトレンド情報コーナー「イマドキ」にイマドキガールとして出演。2018年10月には、出演した再現ドラマを見た舞台プロデューサーからオファーを受け、劇団山本屋『午前5時47分の時計台』で舞台初出演にして初主演を務める。
2021年10月からTBSの『THE TIME,』で水曜レギュラーを9か月間務め、2022年6月に翌年4月からの大学院進学に備えて卒業。幼稚園から大学院まで、姉妹で同じ学校に通う。2025年3月には2人揃って慶應義塾大学大学院の修士課程修了を報告した。
ともに特技はバレーボール（県大会優勝）とペルシア語、趣味はドラマ『相棒』を観ること。
2人の見分け方のコツについて、顔の輪郭に微妙な違いがあり、姉・みなの方がシュッとしていて、妹・まりあの方が丸い、と語っている。
なお戸籍上はまりあが姉、みなが妹であるが、芸能界デビューにあたって姉妹の役割を交代し、みなが姉、まりあが妹として活動している。

## 出演

### 情報・バラエティ番組
- 採掘!ビットガールズ（2017年1月 - 3月、TOKYO MX）
- めざましテレビ「イマドキ」（2018年4月9日 - 2020年3月23日、フジテレビ） - イマドキガール[17][18][19]
- THE TIME,（2021年10月6日 - 2022年6月29日、TBS） - 水曜レギュラー[20][13]

### テレビドラマ
- 植木等とのぼせもん（2017年9月 - 10月、NHK総合） - ザ・ピーナッツ 役
- 越路吹雪物語（2018年1月 - 3月、テレビ朝日） - ザ・ピーナッツ 役

### CM
- ミスタードーナツ ショコラカーニバル「どっちにとろける」篇（2017年1月 - ）[21]、「甘いおねだり」篇（2017年2月 - ）[22]
- アルコン (企業) コンタクトレンズ（2019年 - ）デイリーズ トータル ワン®「アルコンの生感覚レンズ。」
- トマト銀行 カードローン Q-Li（2023年7月 - ）[23]

### 舞台
- 劇団山本屋『午前5時47分の時計台』（2018年10月5日 - 8日、IMAホール） - 主演[12]

## ディスコグラフィ

### デジタルシングル
- 醜いアヒルの子（2017年3月29日配信、22nd Century Tunes）